# TERF
TERF (también escrito terf) es un acrónimo del término  en inglés trans-exclusionary radical feminist, que por su traducción literal al español significa feminista radical transexcluyente. El término originalmente se usó para describir un sector del feminismo radical que tiene actitudes de transfobia, como negar la identidad de género de las mujeres trans, con el fin de excluirlas de los espacios reservados para mujeres. El significado se ha expandido desde entonces para referirse más ampliamente a las personas con puntos de vista transexcluyentes que pueden no tener ninguna implicación con el feminismo radical. Las personas a quienes se dirige la palabra TERF a menudo la caracterizan como un discurso de odio y un insulto; por lo que prefieren el término críticas de género. Los sectores opositores a las feministas transexcluyentes tildan a la corriente de tránsfoba y sostienen que TERF es un término descriptivo y no un insulto. En el discurso académico, no hay consenso sobre si TERF constituye o no un insulto.En español, en ocasiones se utiliza el término «terfa» con el mismo significado.

## Historia

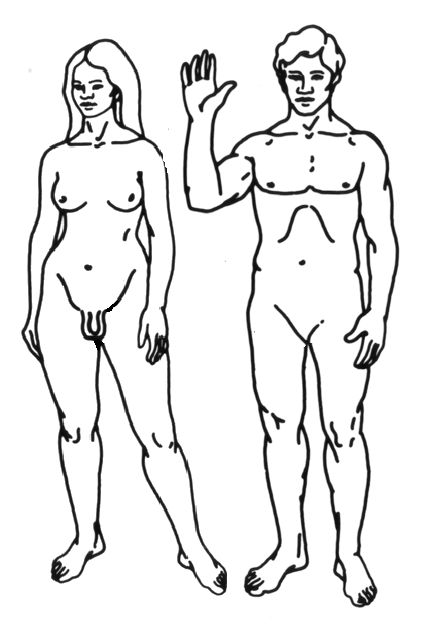
Según algunas feministas radicales, las personas transgénero que nacieron con el sexo masculino no pueden ser consideradas mujeres.

Se atribuye a la bloguera feminista Viv Smythe, el primer uso del acrónimo en 2008, para referirse a feministas radicales que defienden posiciones que otras feministas consideran tránsfobas, como oposición a la legislación sobre derechos de las personas transgénero y el rechazo a las mujeres transgénero en espacios reservados para mujeres, postura dominante en organizaciones feministas de países como Canadá y Estados Unidos, que abogan por la inclusión de las mujeres transgénero como parte del movimiento feminista. En su sitio web de derechos transgénero, The TransAdvocate, Cristan Williams definió el término TERF como una referencia a «una marca de feminismo radical» arraigada en el esencialismo sexual y su biologismo resultante que promueve una campaña activa contra la existencia, igualdad e inclusión de personas transgénero. Se ha atribuido a Smythe haber acuñado dicho término, debido a una entrada de un blog que escribió como reacción a las políticas del "Michigan Womyn's Music Festival" por negar la entrada a mujeres trans. Smythe aclaró que rechazaba la alineación de todas las feministas radicales con «activistas radfem (feminismo radical) transexclusivas (TERF)». En una entrevista de 2014 con The TransAdvocate, Smythe dijo:

Estaba destinado a ser una descripción deliberada y técnicamente neutral de un grupo de activistas. Queríamos una forma de distinguir las TERF de otras radfems con las que interactuamos que eran trans *positivas/neutrales*, por estar involucradas productiva y sustancialmente con radfems no-TERF.

Smythe inicialmente utilizó el acrónimo para referirse a un tipo particular de feminista a quien describió como «no dispuesta a reconocer a las mujeres trans como hermanas». Dijo además que el término había adquirido connotaciones adicionales, que han sido utilizadas de forma despectiva por grupos incluyentes.
Escribiendo en The New York Times en 2019, la teórica feminista Sophie Lewis señaló que el término TERF se había convertido en «un término comodín para todas las feministas anti-transgénero, independientemente de si son radicales». Edie Miller, escribiendo en The Outline, dijo que el término se aplicaba a «la mayoría de las personas que defienden políticas transexclusivas que siguen una lógica TERF particular», independientemente de su participación en el feminismo radical. En Argentina se ha señalado el perfil conservador de la corriente TERF.

### En España
En España el concepto adquirió notoriedad en 2020 a raíz de la oposición de algunos sectores a la propuesta de ley trans elaborada por parte del Ministerio de Igualdad, entonces dirigido por Irene Montero. Esta eliminaba el requisito de presentar pruebas médicas o psicológicas para modificar legalmente la identidad de género de una persona, lo que se conoce como autodeterminación de género. Sectores del PSOE y la entonces vicepresidenta del Gobierno Carmen Calvo, así como feministas académicas como Amelia Valcárcel, Alicia Miyares o Lidia Falcón, llevaron a cabo una campaña de oposición a la misma. Valcárcel y Miyares habían participado en la XVI Escuela Feminista Rosario de Acuña de Gijón de 2019, donde realizaron intervenciones en contra de las personas trans que obtuvieron un eco significativo y contribuyeron a la popularización del término en España. En 2019 el Partido Feminista liderado por Falcón emitió un comunicado relativo a las leyes trans y LGTB en España, que organizaciones como Lambda o Izquierda Unida calificaron de ataque a las personas trans y discurso de odio y que en última instancia llevó a la expulsión del partido de la coalición de izquierdas. En los años siguientes, Valcárcel y Falcón protagonizaron otras polémicas relativas a las personas trans y LGTB.
Finalmente, el PSOE y Unidas Podemos acordaron presentar una única ley para la igualdad de las personas trans y la garantía de los derechos de las personas LGTBI, que fue aprobada en febrero de 2023 e incluía la autodeterminación de género. Calvo, que había liderado la oposición a la misma desde el Gobierno, se abstuvo en la votación, y finalmente no fue renovada como vicepresidenta.

## Polémica

### Debate de «TERF» como insulto

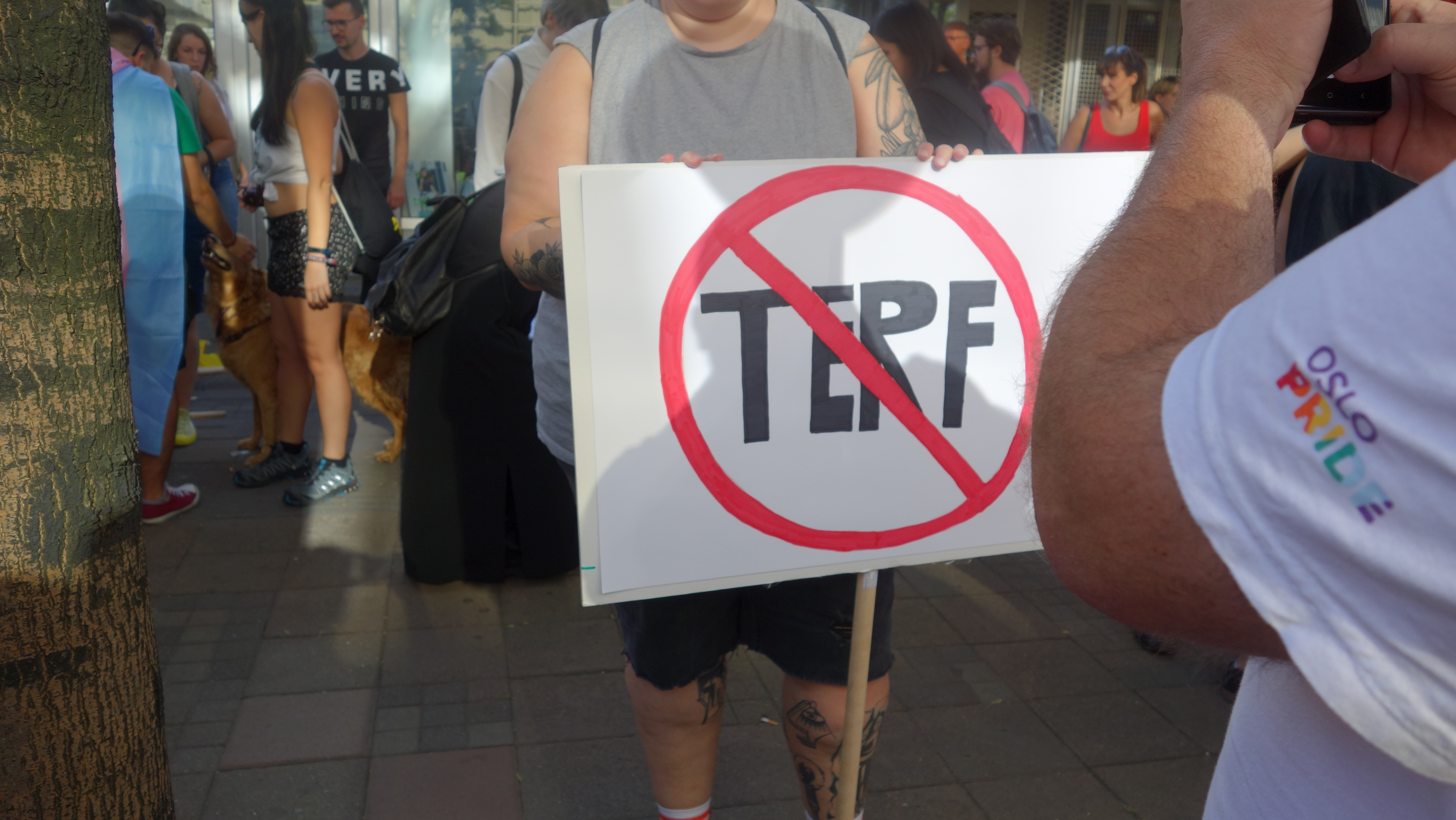
Protestas contra las TERF en la Marcha del Orgullo LGBT de Belgrado (Serbia) en 2019.

Las personas a quienes se dirige la palabra «TERF» a menudo la caracterizan como un insulto o un discurso de odio. En una solicitud de ensayos de julio de 2018 sobre «identidades transgénero» publicado en la revista británica The Economist, se llamó a los escritores que «evitaran todos los insultos, incluido TERF», afirmando que la palabra se ha usado para el silenciado de opiniones y en ocasiones el incitamiento a la violencia.
La activista por los derechos de las personas transgénero y profesora de filosofía del lenguaje Rachel McKinnon ha mantenido que la palabra no es un insulto. Argumenta que el simple hecho de ser «un término utilizado para denigrar a las mujeres» no hace que una palabra sea un insulto, sino «una visión absurda y sin sentido de la naturaleza de los insultos». McKinnon argumenta que «TERF» puede utilizarse de manera puramente descriptiva, mientras que los insultos y todos los términos despectivos son necesariamente despectivos en todos los contextos. En agosto de 2018, siete filósofos británicos escribieron en el sitio web Daily Nous que dos artículos de McKinnon y Jason Stanley publicados en la revista Philosophy and Phenomenological Research contribuyeron a normalizar el término. Describieron el término como «en el peor de los casos un insulto y en el mejor una derogación», y argumentaron que la palabra se había utilizado para desprestigiar a quienes «no están de acuerdo con la narrativa dominante sobre temas trans»:
En respuesta, Ernest Sosa, editor en jefe de la revista, declaró que los académicos consultados por la revista informaron que el término «podría evolucionar para convertirse en un insulto», pero que su uso como término peyorativo en algunos contextos seguían siendo «compatibles con su significado descriptivo». En un borrador de 2018, los lingüistas Christopher Davis y Elin McCready argumentan que tres propiedades son requeridas para que un término sea un insulto: debe ser despectivo hacia un grupo en particular, debe usarse para subordinarlos dentro de alguna estructura de relaciones de poder, y el grupo derogado debe ser definido por una propiedad intrínseca. Davis y McCready escriben que el término «TERF» satisface la primera condición, falla la tercera condición, y que la segunda condición es polémica, ya que depende de cómo se ve cada grupo en relación con el otro grupo.
Al igual que califican al TERF como un insulto, algunas personas identificadas como "críticas con el género" también afirman que el término cis es un insulto.
La escritora y académica lingüista de la Universidad de Oxford, Deborah Cameron, escribió:

TERF se está utilizando ahora en un tipo de discurso que tiene claras similitudes con el discurso de odio dirigido a otros grupos, hace amenazas de violencia, incluye otros términos de calumnia y utiliza metáforas de contaminación.

La activista transfeminista e investigadora Julia Serano ha argumentado que debido a que la palabra fue creada originalmente por feministas radicales como un término neutral, no puede ser un insulto, y «si el término ha acumulado connotaciones negativas, es simplemente porque la mayoría de las feministas contemporáneas ven la transexclusión como inválida, y la retórica TERF como innecesariamente despectiva».
La autora Andrea Long Chu describe que la afirmación TERF es un insulto como «un agravio que sería menospreciado si no fuera también cierto, en el sentido de que todas las palabras para fanáticos tienen la intención de ser difamatorias».
La filósofa feminista Talia Mae Bettcher argumentó que, independientemente de que el término se clasifique con precisión como un insulto, «al menos se ha convertido en algo ofensivo para las personas designadas por el término», lo que sugiere que sería mejor evitarlo «en caso de que uno quiera mantener una conversación a través de una profunda diferencia».
La profesora de filosofía del lenguaje Jennifer Saul no está de acuerdo con la clasificación de «TERF» como un insulto, escribiendo «Su argumento se basa en el hecho de que algunas de las personas que utilizan el término TERF lo combinan con una retórica enojada, e incluso a veces violenta y abusiva. Pero muchos términos se combinan regularmente con una retórica enojada, o incluso violenta o abusiva...eso no los convierte en insultos». Sin embargo, argumentó que el término es «inexacto y engañoso», prefiriendo el término «activistas antitrans» en su lugar.
Con respecto al uso del término, la filósofa feminista Judith Butler cuestionó que «TERF» fuera un insulto en una entrevista con New Statesman, afirmandoː "Me pregunto cómo se llamarían las feministas autodeclaradas que desean excluir a las mujeres trans de los espacios de mujeres. Si favorecen la exclusión, ¿por qué no llamarlas excluyentes? Si se comprenden como pertenecientes a esa rama de feminismo radical que se opone a la reasignación de género, ¿por qué no llamarlas feministas radicales?”

### Oposición al término
Las feministas referidas como TERF se oponen al término y se han denominado «críticas de género». Según la filósofa Alicia Miyares, el término se usa para designar como «transfóbicas a quienes desde el feminismo se oponen al esencialismo de la categoría género y al borrado de la categoría sexo».

«Transfobia» también es una palabra cargada de odio, y si además se acompaña del acrónimo TERF («feminismo radical transexcluyente»), el odio se materializa en acciones. Terf es algo más que un insulto; por las redes el odio se «recrea» en acciones, que sean fantasmáticas o se materialicen reflejan distintos grados delictivos. Es violencia extrema incitando a la acción: «Yo pego a las terfs», «rómpeles la cabeza contra el asfalto», «calla la puta boca», «cómeme la polla terf de mierda», «blancas terfs racistas de mierda», «pegar a una terf no es maltrato, es autodefensa», «a las terfs un tiro en la nuca y punto», y podría seguir porque el repertorio de violencia pasa por todas las modalidades imaginables..

La columnista británica Sarah Ditum escribió en 2017 que «el listón para ser llamada 'TERF' es notablemente bajo», citando las críticas de Pink News a la presentadora de Woman's Hour, Jenni Murray, y la entrada del blog de un escritor de la plataforma Medium sobre la novelista nigeriana Chimamanda Ngozi Adichie. En un artículo de 2015, la académica feminista estadounidense Bonnie J. Morris argumentó que TERF era inicialmente un término analítico legítimo, pero rápidamente se convirtió en una palabra difamatoria asociada con insultos sexistas. Describió la palabra como «emblemática de las tensiones no resueltas entre las facciones L y T de nuestra comunidad LGBT» y pidió a los académicos y periodistas que dejaran de usarla.
Algunas autodenominadas feministas críticas de género afirman que no pueden describirse con precisión como «transexclusivas» porque incluyen a los hombres trans. A menudo, estas feministas consideran a los hombres trans como mujeres. Las feministas estadounidenses Danelle Wylder y Corrie Westing escribieron para el medio Socialist Worker que esta posición es «divisiva y contradictoria» y que representa «una ideología transmisógina».
La periodista británica Catherine Bennett ha descrito la palabra como «una herramienta de intimidación» que «ya ha logrado reprimir el discurso, y tal vez incluso la investigación». Bennett llegó a comparar el acoso enfrentado por las TERF al cometido por la comunidad incel. La bloguera feminista Claire Heuchan argumenta que la palabra se usa a menudo junto con «retórica violenta». Frases como «¡Mata a una TERF!» o «¡Golpea una TERF!» los trolls también publican en línea y ha habido otras representaciones de violencia dirigidas a las TERF. Heuchan agrega que este lenguaje se usa para «deshumanizar a las mujeres», a menudo lesbianas.
El Grupo Parlamentario de Todos los Partidos del Reino Unido (APPG, por sus siglas en inglés) de 2018 sobre Crímenes de Odio declaró que recibieron varias presentaciones que indicaban un alto grado de tensión entre activistas trans y grupos feministas opuestos a la legislación de derechos transgénero, con informes en ambos lados que detallan incidentes de lenguaje extremo o abusivo. El informe señaló que algunas mujeres habían presentado informes que argumentaban que «las mujeres que se oponen a la inclusión de las mujeres trans como mujeres están siendo atacadas en línea y, en la calle, con el término 'feminista radical transexclusiva' o (TERF) usado como un término de abuso».
En el feminismo argentino se ha hecho una diferenciación terminológica entre "feminismo radical" histórico y la corriente "radfem", que constituye el núcleo duro del feminismo transexcluyente, a partir de un bloque de ideas esencialistas y biologicistas, pero que también tiende a excluir o adoptar una postura paternalista, respecto de las mujeres indígenas, inmigrantes o pertenecientes a los barrios populares.